# Božidar Delić
Božidar Delić (1 de abril de 1965 en Belgrado, Yugoslavia) es un político y experto financiero serbio.
De 2001 a 2004 fue Ministro de Finanzas y Economía de Serbia. Dirigió exitosamente títulos de deuda de corredurías de prestatarios estatales y negociaciones de privatización. Durante su mandato, se desempeñó como Gobernador de Serbia en el BERD y Vicegobernador del Banco Mundial.[cita requerida]
Después del cambio de gobierno en 2004, siguió trabajando en el equipo del nuevo ministro de Finanzas, Mlađan Dinkić. En 2005 se convirtió en director del banco francés Crédit Agricole para Europa Occidental.
A finales de 2006 volvió a participar en política y desde el 15 de mayo de 2007 es Viceprimer Ministro de Serbia y es responsable de la integración de Serbia en la UE.
Posteriormente fue jefe negociador para la integración de Serbia en la Unión Europea y coordinador del apoyo financiero de la UE. También fue responsable de desarrollar la estrategia “Serbia 2020”, en línea con el correspondiente plan de la UE.
Cuando en el Consejo Europeo del 9 de diciembre de 2011 se tomó la decisión de no reconocer el estatus de Serbia como candidato oficial a la UE, Božidar Đelić dimitió como vice primer ministro para la Integración Europea de Serbia. En su página web afirma que ha asumido la responsabilidad de ello y que no ha cumplido su promesa a Serbia.
Božidar Đelić es licenciado de HEC Paris, de Sciences Po, de EHESS, de la Escuela de Negocios Harvard y de la Escuela Harvard Kennedy.